# 岩倉バスストップ
岩倉バスストップ（いわくらバスストップ）は、愛知県岩倉市石仏町の名神高速道路上にあるバス停。

## 概要
名神岩倉（めいしんいわくら）ともいう。
2008年（平成20年）現在ではこのバス停に停車する高速バスは存在せず、中日本高速道路（NEXCO中日本）の管理用施設に転用されている。

## 歴史
- 2006年（平成18年）12月15日：唯一停車していた東名・名神直通バスの浜松駅 - 京都駅（1往復）が廃止。高速バスが1本も停車しなくなった。
- 2007年（平成19年）2月1日：バスストップを閉鎖。管理用施設に転用された。

## 周辺
- 国道155号
- 名鉄犬山線 石仏駅

## 隣
E1 名神高速道路
(24) 小牧IC - 岩倉BS（廃止） - 尾張一宮PA - (25) 一宮IC

## 町屋バスストップ
高架下の国道155号には、かつて名鉄バスの路線バスのバス停留所があり、町屋バスストップという名称であった。尾西バスストップ同様に、バスストップいう文字が名称に入っていた。
この部分が広くなっており、今でもその跡が残っている。